# Ignazio Visconti
Ignazio Visconti (31 de julho de 1682 – 4 de maio de 1755) foi um padre jesuíta italiano, décimo sexto superior geral de 1751 a 1755.